# 에렌테리아
에렌테리아(바스크어: Errenteria, 스페인어: Rentería 렌테리아[*])는 스페인 바스크 지방의 주인 기푸스코아주의 도시로, 인구는 38,767명(2009년 기준), 면적은 32.26km2이다.
기푸스코아에서는 산세바스티안, 이룬에 이어 3위의 규모를 지닌 도시이다.

## 출신 인물
- 레이레 마르티네스: 라 오레하 데 반 고흐의 보컬